# Skidendam
Skidendam er en 5 hektar stor højmose i Teglstrup Hegn mellem Helsingør og Ålsgårde på Nordsjælland. Den er en af de få uberørte højmoser i Danmark hvor der ikke har været gravet tørv. Ved sydenden af mosen er der to lidt skrøbelige gangbroer ud til højmosen, hvor man med forsigtighed kan gå ud og kigge. 
Skidendam er en del af Natura 2000-område nr. 130 Teglstrup Hegn og Hammermølle Skov og indgår i Nationalpark Kongernes Nordsjælland. Den nordlige del af mosen er en del af naturfredningen Hellebækgård